# District de Higashishirakawa
Le district de Higashishirakawa (東白川郡, Higashishirakawa-gun) est un district de la préfecture de Fukushima au Japon.
Au 1er septembre 2014, sa population était de 33 452 habitants pour une superficie de 620,94 km2.

## Communes du district
- Bourgs :
  - Hanawa
  - Tanagura
  - Yamatsuri
- Village :
  - Samegawa